# Boqueroncito
Boqueroncito är en ort i Mexiko.   Den ligger i kommunen Tehuitzingo och delstaten Puebla, i den sydöstra delen av landet, 160 km sydost om huvudstaden Mexico City. Boqueroncito ligger 1 157 meter över havet och antalet invånare är 324.
Terrängen runt Boqueroncito är kuperad österut, men västerut är den platt. Runt Boqueroncito är det ganska glesbefolkat, med 22 invånare per kvadratkilometer. Närmaste större samhälle är Ahuehuetitla, 9,8 km söder om Boqueroncito. I omgivningarna runt Boqueroncito växer huvudsakligen savannskog.